# Robert Boyle
Robert Boyle (født 25. januar 1626, død 30. december 1691) var en irsk-engelsk filosof, kemiker og fysiker. Han er mest kendt for at have fremsat Boyles lov. Selvom hans kemiske forskning havde rod i alkymien, regnes han ofte for den første moderne kemiker.
Boyle anses som den, der har gjort kemien til en selvstændig videnskab; midt i en tid, da den fuldstændigt var i lægekunstens og metalforvandlingens tjeneste, angav Boyle klart og tydeligt kemiens mål og midler: fænomenernes forklaring ved teori, udelukkende bygget på eksperimenter og iagttagelser. Denne skarpe hævdelse af den eksperimentelle metode blev af afgørende betydning for kemiens videre udvikling.
Boyle fulgte selv nøje sit program og skaffede mangfoldige vigtige erfaringer på kemiens forskellige områder, men størst interesse har hans teoretiske betragtninger. Boyle vendte sig mod den aristoteliske og alkymistiske opfattelse af grundstofferne, hævdede i overensstemmelse med eftertidens opfattelse, at kun de efterviselige, ikke yderligere sønderdelelige bestanddele er at opfatte som grundstoffer, og forudsagde opdagelsen af langt flere end de da kendte grundstoffer. Han viste, at en kemisk forbindelse opstår ved forening af to bestanddele, og at den har ganske andre egenskaber end disse hver for sig, skelnede altså klart mellem kemiske forbindelser og blandinger, og gav til forklaring af dannelse og sønderdeling af forbindelser en "korpuskularteori", ifølge hvilken alle legemer består af uendeligt små dele; ved sammenlejring af disse, der indbyrdes tiltrækker hinanden, kommer den kemiske forbindelse i stand, men virker der på denne et andet stof, hvis smådele har større tiltrækning til en af bestanddelenes smådele, så sker en sønderdeling.
Boyles talrige undersøgelser over stoffernes sammensætning blev grundlæggende for den analytiske kemi. Begreber som kemisk reaktion, reagens, indikator og analyse skyldes Boyle. Også spørgsmålet om forbrænding og lignende fænomener beskæftigede Boyle, uden at det dog lykkedes ham at give den rette forklaring, skønt han kendte den stedfindende vægtforøgelse, men hans eksperimenter var værdifulde for problemets senere tydning. Boyles forsøg over luftarter førte ham til opstillingen af den vigtige lov, der fører hans navn (Boyles lov).

## Liv
Han var søn af Richard Boyle, jarl af Cork og engelsk statsmand. Sin grunduddannelse modtog han på kostskolen Eton College, hvortil han blev sendt kun otte år gammel, og der efter på udenlandsrejser med sin franske tutor til Frankrig, Schweiz og Italien og opholdt sig blandt andet i Geneve og Firenze. Da han vendte tilbage til England i 1645 overtog han sin syge faders gods i Stalbridge, Dorset, samt nogle ejendomme i Irland, men Robert Boyle viede sit liv til forskningen. I 1654 slog han sig ned i Oxford, men i 1668 flyttede han til London og boede hos sin søster.
I London helligede han særligt sine kræfter til det i 1663 grundlagte Royal Society, i hvis skriftrække Philosophical Transactions en del af hans arbejder blev udgivne.

## Gerning som forsker
Boyles store fortjeneste som videnskabelig efterforsker er, at han gennemførte de principper, som Francis Bacon understøttede i Novum Organum. Alligevel ville han ikke kalde sig en tilhænger af Bacon eller faktisk af nogen anden lærer.
Ved flere lejligheder nævner han som sit mål at holde sine vurderinger så ubundne som muligt i forhold til nogen af datidens filosofiske teorier, indtil han havde gennemført eksperimenter, som kunne hjælpe ham til at fælde dom over dem. Han afstod fra enhver undersøgelse af det atomære og det kartesiske system og endda af Novum Organum selv, selvom han indrømmer at "forbigående konsultere" dem om nogle få detaljer. Intet var mere fremmed for hans mentale temperament end opstilling af hypoteser. Han betragtede erhvervelsen af viden som et mål i sig selv, og følgelig opnåede han et bredere syn på målene for videnskabelig undersøgelse, end hans forgængere havde formået i mange århundreder. Dette betød dog ikke, at han ikke var opmærksom på den praktiske anvendelse af videnskaben, eller at han foragtede viden, der havde tendens til at blive brugt.
Robert Boyle var en alkymist og i tiltro til, at transmutationen af metaller var en mulighed, udførte han eksperimenter i håb om at opnå det, og han var medvirkende til at opnå ophævelse af bestemmelsen af Henry IV i 1689 mod multiplikation af guld og sølv.  Trods alt det vigtige arbejde, han udførte inden for fysikken, således testningen af Boyles lov, opdagelsen af luftens betydning i udbredelsen af lyd, og undersøgelser af den udvidende kraft i frysende vand, vedrørende tyngdekraften og brydningsstyrker, krystaller, elektricitet, farver, hydrostatik og meget andet, var kemi hans særlige og foretrukne studie. Hans første bog om emnet var The Skeptical Chymist, der blev udgivet i 1661, hvor han kritiserede de "eksperimenter, hvorved vulgære spagyrister [alkymister] ikke vil forsøge at gennemføre for at få deres salt, svovl og kviksølv til at være tings sande principper." For ham var kemi videnskaben om stoffers sammensætning, ikke kun et supplement til alkymisternes eller lægernes kunst.
Han støttede opfattelsen af elementarpartikler som de usammensatte bestanddele af materielle helheder, og han skelnede mellem henholdsvis kemiske blandinger og kemiske forbindelser. Han gjorde betydelige fremskridt med teknikker til at fastslå deres sammensætninger, en proces, som han betegnede ved udtrykket "analyse". Han antog endvidere, at grundstofferne i sidste ende var sammensat af partikler af forskellige slags og størrelser, hvis nærmere karakter dog ikke kunne fastslås på nogen i datiden kendt måde. Han studerede kemien i forbindelse med forbrænding og åndedræt og udførte eksperimenter i fysiologi, hvori han dog blev hæmmet af "svaghed i hans natur", som forhindrede ham i anatomiske dissektioner, især vivisektioner, skønt han anså dem for at være "mest informative".

## Teologiske interesser
Foruden filosofi brugte Boyle meget tid til teologi og udviste en meget besluttet tilbøjelighed til at se den praktiske side og en ligegyldighed over for kontroversiel polemik. Ved genindsættelsen af kongen i 1660 blev han positivt modtaget ved hoffet, og i 1665 ville han have modtaget provosterskabet (det vil sige en stilling som seniorakademisk administrator) for Eton College, hvis han havde accepteret at tage "hellige" ordrer, men dette nægtede han at gøre med den begrundelse, at hans skrifter om religiøse emner ville har større vægt, hvis de kom fra en lægmand end fra en betalt repræsentant for kirken.

### Videnskab som bevis på kristendommen
Endvidere inkorporerede Boyle sine videnskabelige interesser i sin teologi, idet han troede, at naturfilosofi kunne give kraftfulde beviser på, at Gud eksisterede. I værker som Disquisition about the Final Causes of Natural Things (Inkvisition om de endelige årsager til naturlige ting) fra 1688 kritiserede han for eksempel nutidige filosofer - såsom René Descartes - som benægtede, at studiet af naturen kunne afsløre meget om Gud. I stedet argumenterede Boyle for, at naturfilosofer kunne bruge det design som åbenlyst kunne ses afspejlet i nogle dele af naturen til at demonstrere Guds engagement i verden. Han forsøgte også at tackle komplekse teologiske spørgsmål ved hjælp af metoder, der stammer fra hans videnskabelige praksis. I Some Physico-Theological Considerations about the Possibility of the Resurrection (Nogle fysisk-teologiske overvejelser om muligheden for opstandelsen) fra 1675 brugte han et kemisk eksperiment kendt som reduktion til den uberørte tilstand som led i et forsøg på at demonstrere den fysiske mulighed for kroppens genopstandelse. Gennem hele sin karriere forsøgte Boyle at vise, at videnskaben kunne yde støtte til kristendommen.

### Udbredelsen af Bibelen
Som direktør for Det britiske Ostindiske kompagni brugte han store beløb på at fremme udbredelsen af kristendommen i østen, bidrage liberalt til missionærsamfundene og til dækning af udgifterne til at oversætte Bibelen eller dele af den til forskellige sprog. Boyle støttede politikken om, at Bibelen skulle være tilgængelig på folks eget sprog. En irsk sprogversion af Det Nye Testamente blev udgivet i 1602, men var sjældent i Boyles voksne liv. I 1680–85 finansierede Boyle personligt udgivelsen af Bibelen, både Det Gamle og Det Nye Testamente, på irsk. I denne henseende adskiller Boyles holdning til det irske sprog sig markant fra den engelske Ascendancy-klasse (en protestantisk overklasse af britiske jordejere, kirkefolk og embedsfolk, der alle var medlemmer af Statskirken) i Irland på daværende tidspunkt, der generelt var fjendtligt over for sproget og i vid udstrækning modsatte sig brugen af irsk (ikke kun som sprog ved religiøse anliggender).

### Raceteori
Boyle havde også et monogenistisk perspektiv på raceoprindelse. Han var en pioner, der studerede racer, og han troede, at alle mennesker, uanset hvor forskellige deres fysiske forskelle, kom fra samme oprindelse: Adam og Eva. Han studerede fremkomne historier om forældre, der fødte forskelligt farvede albinoer, så han konkluderede, at Adam og Eva oprindeligt var hvide, og at kaukasiere kunne føde forskellige farvede racer. Boyle udvidede også teorierne af Robert Hooke og Isaac Newton om farve og lys via optisk projektion (i fysik) til diskurser om polygenese, og spekulerede over, om disse forskelle måske skyldtes "sociale indtryk". Under hensyntagen til dette kan det overvejes, at han forestillede sig muligheden for at finde en god forklaring på hudfarve i sin tid, på grund af det faktum, at vi nu ved, at hudfarve bortskaffes af gener, der faktisk er indeholdt i sæden. Boyles skrifter nævner, at skønhed på hans tid i "europæiske øjne" ikke blev målt så meget i hudfarve, men i "statur, nydelig symmetri af kroppens dele og gode egenskaber i ansigtet." Forskellige medlemmer af det videnskabelige samfund afviste hans synspunkter og beskrev dem som "foruroligende" eller "underholdende".

### Boyles foredrag
I sin testamente reserverede Boyle penge til en række foredrag for at forsvare den kristne religion mod dem, han betragtede som "berygtede vantro, nemlig ateister, deister, hedninger, jøder og muslimer", med den tilføjende bestemmelse, at kontroverser mellem kristne indbyrdes ikke skulle nævnes.

## hædersbevisninger
Som grundlægger af Royal Society blev han valgt til stipendiat i Royal Society (Fellow of the Royal Society) i 1663. Boyles lov er navngivet til hans ære. Royal Society of Chemistry uddeler en Robert Boyle-pris for analytisk videnskab, udnævnt til hans ære. Boyle-medaljen for videnskabelig ekspertise i Irland, der blev indviet i 1899, uddeles i fællesskab af Royal Dublin Society og The Irish Times. Robert Boyle Summer School blev lanceret i 2012, arrangeret af Waterford Institute of Technology med støtte fra Lismore Castle, og afholdes årligt for at minde og ære Robert Boyles arv.

## Forfatterskab

### Inden for naturvidenskab
- 1660 – New Experiments Physico-Mechanicall Touching the Spring of the Air and its Effects ...
- 1661 – The Sceptical Chymist
- 1663 – Considerations touching the Usefulness of Experimental Natural Philosophy (2. del kom i 1671)
- 1663 – Experiments and Considerations upon Colours, with Observations on a Diamond that Shines in the Dark
- 1665 – New Experiments and Observations upon Cold
- 1666 – Hydrostatical Paradoxes
- 1666 – Origin of Forms and Qualities according to the Corpuscular Philosophy
- 1670 – tracts about the Cosmical Qualities of Things, the Temperature of the Subterraneal and Submarine Regions, the Bottom of the Sea, &c. with an Introduction to the History of Particular Qualities
- 1672 – Origin and Virtues of Gems
- 1674 – to bind af tracts on the Saitness of the Sea, the Hidden Qualities of the Air, Cold, Celestial Magnets, Animadversions on Hobbes's Problemata de Vacuo
- 1676 – Experiments and Notes about the Mechanical Origin or Production of Particular Qualities, including some notes on electricity and magnetism
- 1678 – Observations upon an artificial Substance that Shines without any Preceding Illustration
- 1680 – The Aerial Noctiluca
- 1682 – New Experiments and Observations upon the Icy Noctiluca
- 1684 – Memoirs for the Natural History of the Human Blood
- 1685 – Short Memoirs for the Natural Experimental History of Mineral Waters
- 1690 – Medicina Hydrostatica
- 1691 – Experimentae et Observationes Physicae

### Inden for teologi
- 1648/1660 – Seraphic Love (skrevet 1648, men ikke udgivet før i 1660)
- 1663 – An Essay upon the Style of the Holy Scriptures
- 1664 – Excellence of Theology compared with Natural Philosophy
- 1665 – Occasional Reflections upon Several Subjects (som blev latterliggjort af Jonathan Swift i A Pious Meditation upon a Broom Stick og af Samuel Butler i An Occasional Reflection on Dr Charlton's Feeling a Dog's Pulse at Gresham College)
- 1675 – Some Considerations about the Reconcileableness of Reason and Religion, with a Discourse about the Possibility of the Resurrection